# Mohamed Fellag

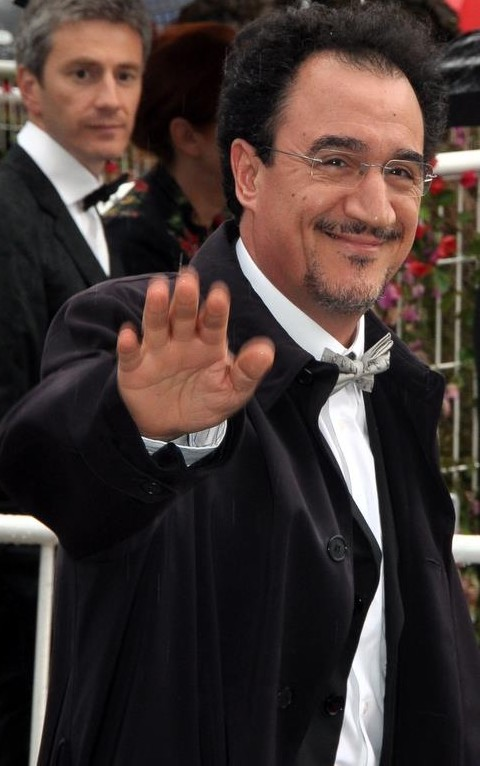
Mohamed Fellag (Cannes 2012)

Mohamed Saïd Fellag (* 31. März 1950 in Azeffoun, Provinz Tizi Ouzou, Algerien) ist ein algerischer Schauspieler, Humorist und Schriftsteller.

## Leben
Mohamed Saïd Fellag wurde in der Kabylei geboren. Er studierte von 1968 bis 1972 Theater am Institut national d’art dramatique et choréographique d’Alger in Bordj el Kiffan, einem Viertel von Algier. Er spielte in den 1970er Jahren in zahlreichen selbst produzierten Theatern in Algerien.
Von 1978 bis 1981 bereiste er Frankreich und Kanada, finanzierte sich durch kleinere Aushilfsberufe und arbeitete stets an der Realisierung seiner künstlerischen Projekte.
Im September 1985 kam er zurück nach Algerien, wo er vom Théâtre national algérien als Humorist und Komiker sowie als Regisseur engagiert wurde.
1987 kreierte er sein erstes Stück Les Aventures de Tchop
Im September 1993 wurde er zum Direktor des Théâtre de Béjaïa in Bougie ernannt.
Nach dem Aufstand 1988 und zu Beginn der 1990er Jahre führten zunehmende Differenzen zwischen den Islamisten und dem Militär zum Bürgerkrieg. 1994 ging Fellag mit seinem Stück Un bateau pour l’Australie in Algerien und Tunesien auf Tournee. Ende des Jahres richtete er sich in Tunis ein und kreierte das Stück Delirium, welches vom tunesischen Publikum warmherzig empfangen wurde.
1995 geschah schließlich das Unvermeidliche: Eine Bombe explodierte während einer seiner Auftritte in der Damen-Toilette. Völlig geschockt von diesem Ereignis entschloss sich Fellag nach Paris auszuwandern.
Das wohl berühmteste Stück von Fellag, das gleichzeitig das erste war, welches er vollständig auf Französisch schrieb, war Djurdjurassique Bled. Er verfasste es im Dezember 1997 und gewann den Preis „Syndicat de la critique 1997–1998“, es war in diesem Jahr eine Offenbarung für das algerische Theater. In dieser Aufführung beschreibt er verschiedene Etappen der Geschichte seines Herkunftslandes, seine Ängste, seinen Wahnwitz und die Menschlichkeit seines Volkes.
Mohammed Fellag heiratete, als er ungefähr 40 Jahre alt war und lebte mit der Komödiantin Marianne Épin zusammen, bevor diese am 9. Dezember 2017 im Alter von 65 Jahren in Paris verstarb.

## Nationale Anerkennung
Fellag genießt in Algerien einen hohen Bekanntheitsgrad.
Er spricht ohne Komplexe und mit einer großen Feinheit die Themen an, die die Algerier beschäftigen, welche beispielsweise Machtmissbrauch, das Verhältnis zwischen Mann und Frau und die Frustration der jungen Bevölkerungsschicht sind. Außerdem verwendet er teilweise ein heftiges Vokabular, ganz im Stil des Volkes der unteren Gesellschaftsschichten. Nach den Unruhen im Oktober 1988 und obwohl der Präsident und verschiedene Militärs in der Halle anwesend waren, bat er bei einem Auftritt die Frauen im Namen der Männer inständig um Verzeihung: „Vergebt uns. Jetzt könnt ihr euch anziehen wie ihr wollt. Ihr könnt euch auch gar nicht anziehen.“
Die Männer blieben stumm und ohne Reaktion. Von da an häuften sich Anschuldigungen gegen Fellag. Dieser jedoch verschonte in Folge weder die Politik noch die Islamisten mehr als zuvor, sondern blieb der kritischen Komik treu.

## Theaterstücke
- 1987: Les Aventures de Tchop, Alger
- 1989: Cocktail Khorotov, Auftritt in algerischem Dialekt, Petit Théâtre, Alger.
- Le Balcon de Djamila
- 1990: SOS Labès
- 1991: Un bateau pour l'Australie („Babor Australia“), wovon es eine DVD gibt (2002).
- 1994: Delirium, Tunis.
- 1997: Djurdjurassique Bled, Théâtre international de langue française, Paris.
- 2001: Rue des petites daurades, Théâtre international de langue française, Paris.
- 2002: Le Syndrome de la page 12, Théâtre du Rond-Point, Paris.
- 2003: Che bella la vita !, Théâtre international de langue française, Paris.
- 2003: Opéra d’Casbah,  Gefilmt durch Jérôme Savary, mit Fellag, Biyouna, Abdou Elaïdi, einem arabisch-andalusischen Orchester und Tänzerinnen; Espace Saint-Jean (sous chapiteau), Marseille.
- 2004: Le Dernier Chameau, Regie Patrick Sommier, MC93 Bobigny, wovon es eine DVD gibt (2005), Théâtre des Bouffes du Nord, Paris.
- 2008: Tous les Algériens sont des mécaniciens, Regie:  Marianne Épin und Fellag, Les Nuits de Fourvière, Lyon.

## Regie
- 2008: Comment réussir un bon petit couscous, von Fellag, CNCDC (Centre national de création et de diffusion culturelles) in Châteauvallon, Ollioules (Var), interpretiert durch Bruno Ricci.
- 2008: Tous les Algériens sont des mécaniciens, zusammen mit Marianne Épin.

## Filmografie
- 1983: Liberté, la nuit, Regie: Philippe Garrel
- 1983: Hassan Niya
- 1990: De Hollywood à Tamanrasset
- 1998: Der Junge aus der Chaâba (Le Gone du Chaâba), Regie: Christophe Ruggia
- 2001: Inch'Allah dimanche, Regie: Yamina Benguigui
- 2002: Fleurs de sang, Regie: Myriam Mézières
- 2003: Momo mambo, Regie: Laïla Marrakchi
- 2004: Marfouz und die Frauen (Rue des figuiers), Regie: Yasmina Yahiaoui
- 2005: Voisins, voisines, Regie: Malik Chibane
- 2006: Michou d'Auber, Regie: Thomas Gilou
- 2007: Intimate Enemies – Der Feind in den eigenen Reihen (L’ennemi intime) (Cameo-Auftritt),  Regie: Florent Emilio Siri
- 2009: Les Barons, Regie: Nabil Ben Yadir
- 2010: Il reste du jambon ?, Regie: Anne De Petrini
- 2010: Ganz oben links (Dernier étage, gauche, gauche), Regie: Angelo Cianci
- 2010: Le Chat du rabbin, Regie: Joann Sfar, Antoine Delesvaux (Stimme)
- 2011: Monsieur Lazhar, Regie: Philippe Falardeau
- 2012: Die Abenteuer der kleinen Giraffe Zarafa, Regie: Rémi Bezançon und Jean-Christophe Lie (Stimme)
- 2012: Ce que le jour doit à la nuit („Die Schuld des Tages an die Nacht“), Regie: Alexandre Arcady
- 2018: Moi et le Che („Ich und Che“), Regie: Patrice Gautier

## Fernsehen
- 2005: Rue des figuiers, Fernsehfilm von Yasmina Yahiaoui
- 2008: La Veuve tatouée, Fernsehfilm von Virginie Sauveur

## Preise und Auszeichnungen
- 1997/1998: prix du Syndicat de la critique: révélation théâtrale de l'année, für Djurdjurassique Bled, Théâtre international de langue française, Paris.
- 1999: Prinz-Claus-Preis[1]
- 2003: prix Raymond-Devos de la langue française.
- 2003: prix de la Francophonie, vergeben durch die SACD (Société des auteurs et compositeurs dramatiques).
- 2003: prix de l'Humour noir, für Un bateau pour l'Australie.